# Méry-ès-Bois
Méry-ès-Bois és un municipi francès, situat al departament de Cher i a la regió de Centre – Vall del Loira. L'any 2007 tenia 606 habitants.

## Demografia

### Població
El 2007 la població de fet de Méry-ès-Bois era de 606 persones. Hi havia 261 famílies, de les quals 76 eren unipersonals (40 homes vivint sols i 36 dones vivint soles), 105 parelles sense fills, 72 parelles amb fills i 8 famílies monoparentals amb fills.
La població ha evolucionat segons el següent gràfic:
Habitants censats

### Habitatges
El 2007 hi havia 370 habitatges, 268 eren l'habitatge principal de la família, 71 eren segones residències i 31 estaven desocupats. 366 eren cases i 4 eren apartaments. Dels 268 habitatges principals, 200 estaven ocupats pels seus propietaris, 63 estaven llogats i ocupats pels llogaters i 5 estaven cedits a títol gratuït; 2 tenien una cambra, 16 en tenien dues, 63 en tenien tres, 68 en tenien quatre i 119 en tenien cinc o més. 182 habitatges disposaven pel capbaix d'una plaça de pàrquing. A 102 habitatges hi havia un automòbil i a 125 n'hi havia dos o més.

### Piràmide de població
La piràmide de població per edats i sexe el 2009 era:
| Homes | Edats   | Dones |
| ----- | ------- | ----- |
| 0     | 95 o +  | 4     |
| 0     | 90 a 94 | 4     |
| 12    | 85 a 89 | 8     |
| 8     | 80 a 84 | 12    |
| 32    | 75 a 79 | 24    |
| 12    | 70 a 74 | 8     |
| 16    | 65 a 69 | 32    |
| 20    | 60 a 64 | 12    |
| 4     | 55 a 59 | 12    |
| 32    | 50 a 54 | 24    |
| 24    | 45 a 49 | 16    |
| 16    | 40 a 44 | 8     |
| 20    | 35 a 39 | 8     |
| 28    | 30 a 34 | 32    |
| 16    | 25 a 29 | 16    |
| 8     | 20 a 24 | 4     |
| 16    | 15 a 19 | 20    |
| 24    | 10 a 14 | 4     |
| 12    | 5 a 9   | 24    |
| 16    | 0 a 4   | 12    |

## Economia
El 2007 la població en edat de treballar era de 356 persones, 253 eren actives i 103 eren inactives. De les 253 persones actives 225 estaven ocupades (135 homes i 90 dones) i 27 estaven aturades (10 homes i 17 dones). De les 103 persones inactives 45 estaven jubilades, 26 estaven estudiant i 32 estaven classificades com a «altres inactius».

### Ingressos
El 2009 a Méry-ès-Bois hi havia 282 unitats fiscals que integraven 645,5 persones, la mediana anual d'ingressos fiscals per persona era de 16.579 €.

### Activitats econòmiques
Dels 27 establiments que hi havia el 2007, 1 era d'una empresa alimentària, 3 d'empreses de fabricació d'altres productes industrials, 6 d'empreses de construcció, 6 d'empreses de comerç i reparació d'automòbils, 2 d'empreses de transport, 1 d'una empresa d'hostatgeria i restauració, 2 d'empreses immobiliàries, 3 d'empreses de serveis i 3 d'empreses classificades com a «altres activitats de serveis».
Dels 9 establiments de servei als particulars que hi havia el 2009, 1 era una oficina de correu, 2 tallers de reparació d'automòbils i de material agrícola, 1 paleta, 2 lampisteries, 1 electricista, 1 perruqueria i 1 agència immobiliària.
Dels 3 establiments comercials que hi havia el 2009, 2 eren botiges de menys de 120 m² i 1 una botiga de menys de 120 m².
L'any 2000 a Méry-ès-Bois hi havia 21 explotacions agrícoles que ocupaven un total de 3.546 hectàrees.

## Equipaments sanitaris i escolars
El 2009 hi havia una escola elemental integrada dins d'un grup escolar amb les comunes properes formant una escola dispersa.

## Poblacions més properes
El següent diagrama mostra les poblacions més properes.